# AFM Records
Az AFM Records egy német zenei kiadó, Schwalmstadtban alapították.
Tevékenységének középpontjában a metal stílusú zenék állnak, például a U.D.O., Doro, Kotipelto, Masterplan, Nostradameus és az Annihilator együttesekkel.
2005-ben a Candlelight Records aláírt egy kooperatív szerződést az AFM-mel, hogy kölcsönösen kiadjanak és értékesítsenek egyes címeket.

## Jelenlegi és egykori művészek
- Absolute
- A Life Divided
- Almah
- Annihilator
- At Vance
- Avantasia
- Axxis
- Beautiful Sin
- Black Messiah
- Blackmore's Night
- Brainstorm
- Circle II Circle
- Cruachan
- Crystal Ball
- Dalriada
- Dark at Dawn
- Debauchery
- Destruction
- Dezperadoz
- Dionysus
- Doro
- Eden's Curse
- Edguy
- Eisbrecher
- Ektomorf
- Elvenking
- Evidence One
- Fear Factory
- Gwar
- Headhunter
- Heavenly
- Helstar
- Illdisposed
- Jon Oliva's Pain
- Jorn
- Kotipelto
- Krokus
- Lion's Share
- Made of Hate
- Magica
- Masterplan
- Mekong Delta
- Michelle Darkness
- Ministry
- Neverland
- Nostradameus
- Paradox
- Perzonal War
- President Evil
- Pure Inc.
- Rawhead Rexx
- Rob Rock
- Sencirow
- Shaaman
- Shakra
- Silent Force
- Solution .45
- Squealer
- Steel Attack
- Tankard
- Tarantula
- The Poodles
- The Traceelords
- Theatre of Tragedy
- U.D.O.
- Voice
- Whitesnake
- Wicked Wisdom
- Yargos